# پخته‌آباد (واسع)
پخته‌آباد  جماعت و شهرکی در جنوب غربی کشور تاجیکستان است که در ناحیهٔ واسع ولایت ختلان قرار دارد. جمعیت این جماعت ۲۳۶۰۵ است.